# قمة جبل دراي بروك
دراي بروك، هي قمة جبل تقع في جبال كاتسكيل في نيويورك جنوب شرق مارغريتفيل. يقع جبل باكاتاكان شمال غرب جبل دراي بروك